# Miguel de Cañas
Miguel de Cañas (Trujillo, siglo XVII – Badajoz, 1706) fue un compositor y maestro de capilla español.

## Vida
Miguel de Cañas nació en Trujillo, en la provincia de Cáceres, en la primera mitad del siglo XVI. Tenía una casa en propiedad en la calle Nueva, junto a la plaza del Azoguejo, en el antiguo barrio judío. Se casó con Juana Muriel, natural de Trujillo, por lo que no fue sacerdote.
La mayoría de las noticias que se tienen de él son de su magisterio en la Catedral de Badajoz. El maestro de capilla de la Catedral de Badajoz, Manuel Carrasco, había dejado vacante el cargo en 1652. Aunque aquí existe una contradicción entre los autores: mientras Carmelo Solís Rodríguez afirma que el antecesor fue Manuel Carrasco y el cantor Diego Suárez Crespo con el organista Miguel Temudo ocuparon el cargo de forma interina posteriormente; que José Antonio Ramos Rubio da como antecesor a Diego Suárez Crespo y a Manuel Carrasco como opositor que compitió con Cañas en oposición el 3 de diciembre de 1653 por el magisterio pacense. En cualquier caso, el cargo quedó vacante en 1652 y Cañas tomó posesión del cargo en enero de 1654.
Su magisterio en Badajoz, que duró más de medio siglo, uno de los más largos en la metropolitana, fue muy tranquilo, sin quejas o enfrentamientos con el cabildo. Se encargó de las habituales responsabilidades de los maestros de capilla de la época, como la búsqueda de voces —especialmente tiples— para la capilla de música, entre ellas, las de castrados, cuyas voces eran muy apreciadas en la época. En 1682 la capilla contaba con un numeroso elenco, «dos tiples, tres contraltos, cinco tenores y tres bajones, más el grupo de mozos de coro, al que se unían dos organistas y otros instrumentos como clavicordios y arpas y el grupo de viento.» También introdujo el uso habitual de la flauta. Sus relaciones con el organista Miguel Temudo fueron de amistad, lo podría que indicar que su relación con los músicos fue buena.
Miguel de Cañas permaneció en el cargo en Badajoz hasta 1706, cuando cesó por jubilación o fallecimiento. El sucesor de Cañas en el magisterio sería el que había sido su ayudante, Juan Muñoz.

## Obra
Es uno de los principales representantes de los compositores españoles que trabajaron en la confluencia de la antigua polifonía contrapuntística y las nuevas corrientes barrocas. Se sabe que producía habitualmente los villancicos necesarios para las fiestas de guardar. Así el 30 de junio de 1700 las actas capitulares notan: «Este día y cauildo se presentaron los Bülancicos que se an de cantar el día de Corpus; acordaron sus S.ras se cometan al Maestro Escuela para que los vea y reconozca.»
De su producción no se conserva muchas obras, ya que se perdieron por la destrucción producida por las tropas napoleónicas durante la Guerra de la Independencia. Solo se conservan tres antífonas copiadas en un libro de facistol en la Catedral de Badajoz: Antología (1730) de Miguel de Cañas y Juan Muñoz.